# Höhlenschwalme
Die Höhlenschwalme (Aegotheles) sind eine aus neun Arten bestehende Vogelgattung in der gleichnamigen Familie der Höhlenschwalme (Aegothelidae). Höhlenschwalme sind beschränkt auf Neuguinea, eine Art lebt in Australien und Tasmanien, eine weitere auf den Molukken und eine auf Neukaledonien. Sie leben in dichten Wäldern, die australische Art auch in offenem Buschland.

## Merkmale
In ihrem Aussehen, vor allem mit ihrem runden Kopf und ihrer Sitzhaltung, ähneln sie den Eulen. Sie sind jedoch kleiner und erreichen Längen von 19 bis 32 cm. Ihre Augen stehen seitlich. Ihre Beine sind im Verhältnis zum Körper kurz und zierlich. Die kleinen, harten Schnäbel sind kurz und breit und an der Schnabelwurzel von borstenartigen Federn umgeben. Ihre Zeichnung besteht aus feinen dunklen Wellen auf einer hellen Grundfarbe oder aus großen weißen Tupfen.

## Lebensweise
Die nacht- und dämmerungsaktiven Vögel ruhen während des Tages in Baumhöhlen oder auf Ästen. Sie sind Einzelgänger. In der Nacht und in der Dämmerung suchen sie am Boden nach Insekten, Spinnen und weiteren Wirbellosen oder sie fangen ihre Beutetiere in der Luft. Höhlenschwalme brüten in Baumhöhlen, manchmal auch in Höhlen an Steilufern und verbringen dort auch den Tag. Sie bauen kein eigentliches Nest, sondern legen den Untergrund lediglich mit Blättern aus. Ihre drei bis fünf Eier sind weiß und gefleckt und glänzen seidig. Die Jungvögel sind bedunt. Ansonsten ist ihr Fortpflanzungsverhalten unbekannt. Höhlenschwalme geben gurrende Töne, leise Pfiffe, lautes Zischen und Kreischen von sich.

## Systematik
Die Gattung Aegotheles wurde 1827 durch den irischen Zoologen Nicholas Aylward Vigors und seinen britischen Kollegen Thomas Horsfield aufgestellt. 1853 führte der italienische Zoologe Charles Lucien Jules Laurent Bonaparte die Familie Aegothelidae für die Gattung ein, die nur die Gattung Aegotheles enthält. Die Familie wurde der Ordnung der Schwalmartigen (Caprimulgiformes) zugeordnet, die sich jedoch als paraphyletisch herausstellten, da einige Familien der Schwalmartigen, darunter die Höhlenschwalme, näher mit den Seglervögeln (Apodiformes) verwandt sind als mit den übrigen Schwalmartigen. Um wieder zu monophyletischen Taxa zu kommen und da sich die Familien schon im Paläozän vor 65 bis 60 Millionen Jahren voneinander getrennt hatten, wurden sie in fünf eigenständige Ordnungen gestellt, die Aegothelidae in die Ordnung Aegotheliformes, die 1967 durch den italienischen Ornithologen Alberto Simonetta eingeführt wurde.

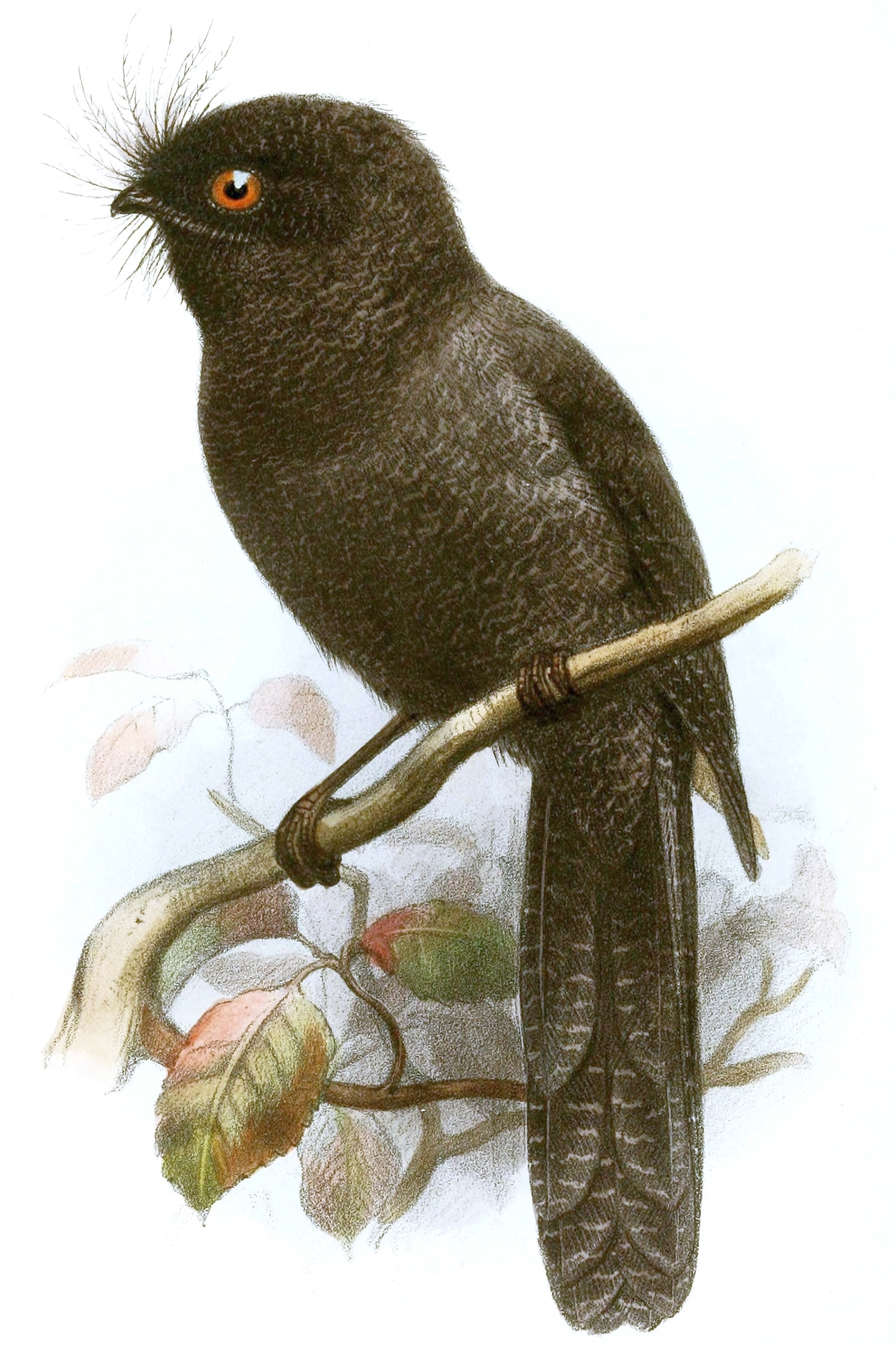
Schwarzrückenschwalm (Aegotheles savesi)

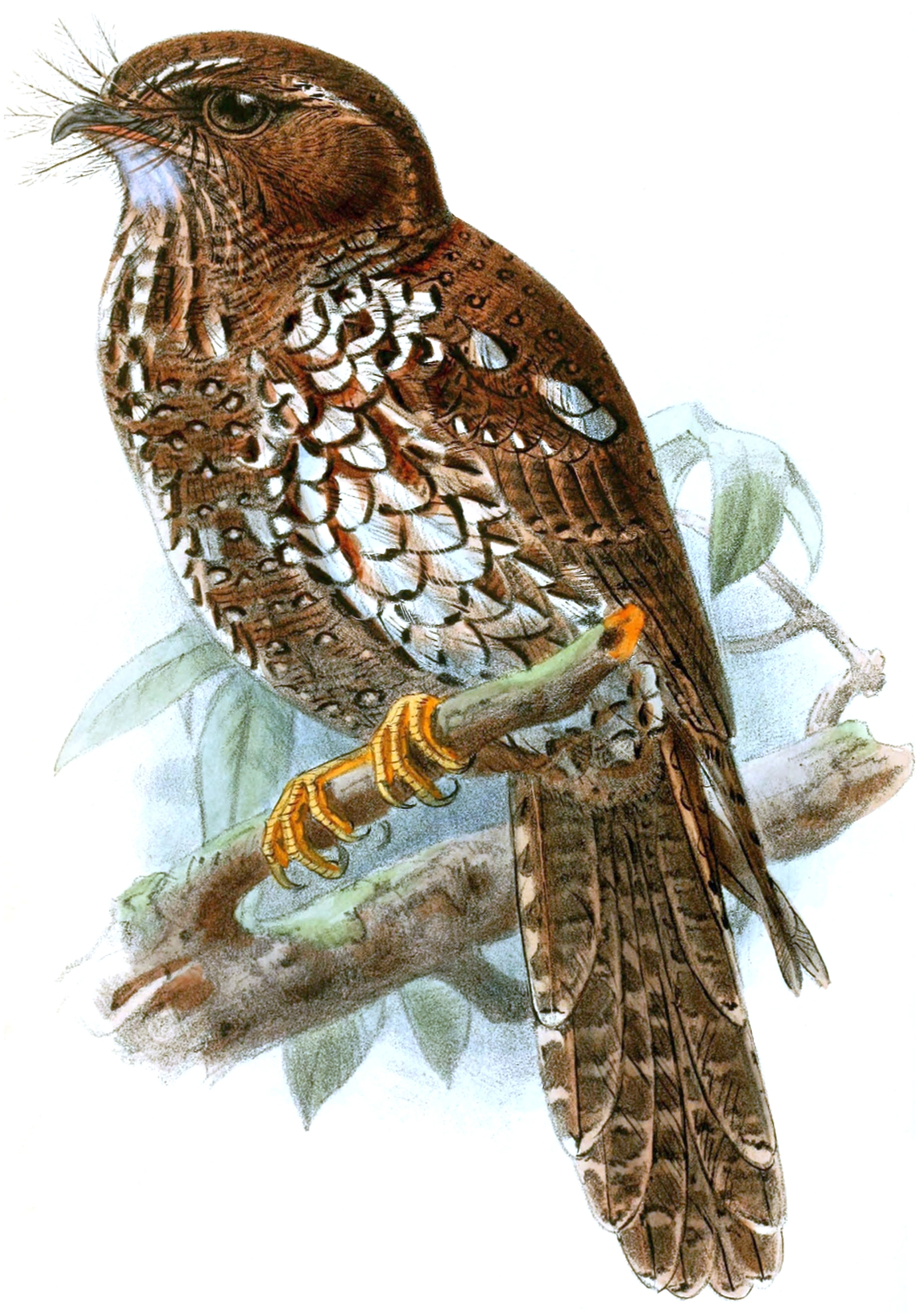
Käuzchenschwalm (Aegotheles insignis)

Alle Ordnungen der ehemaligen Schwalmartigen und die Seglervögel werden in ein Strisores genanntes rangloses Taxon gestellt, das schon 1847 durch den deutschen Ornithologen Jean Louis Cabanis eingeführt wurde.
Das folgende Kladogramm zeigt die Verwandtschaftsverhältnisse zwischen den Nachtschwalben, den übrigen ehemals zu den Schwalmartigen gezählten Vogelgruppen und den Seglervögeln.
|  | Fettschwalme (Steatornithiformes) |
|  |                                   |
|  | Tagschläfer (Nyctibiiformes)      |
|  |                                   |

|  | Eulenschwalme (Podargiformes)                                                                  |
|  |                                                                                                |
|  | \| \| Höhlenschwalme (Aegotheliformes) \| \| \| \| \| \| Seglervögel (Apodiformes) \| \| \| \| |
|  |                                                                                                |
|  | Höhlenschwalme (Aegotheliformes)                                                               |
|  |                                                                                                |
|  | Seglervögel (Apodiformes)                                                                      |
|  |                                                                                                |

|  | Höhlenschwalme (Aegotheliformes) |
|  |                                  |
|  | Seglervögel (Apodiformes)        |
|  |                                  |

|  | Fettschwalme (Steatornithiformes) |
|  |                                   |
|  | Tagschläfer (Nyctibiiformes)      |
|  |                                   |

|  | Eulenschwalme (Podargiformes)                                                                  |
|  |                                                                                                |
|  | \| \| Höhlenschwalme (Aegotheliformes) \| \| \| \| \| \| Seglervögel (Apodiformes) \| \| \| \| |
|  |                                                                                                |
|  | Höhlenschwalme (Aegotheliformes)                                                               |
|  |                                                                                                |
|  | Seglervögel (Apodiformes)                                                                      |
|  |                                                                                                |

|  | Höhlenschwalme (Aegotheliformes) |
|  |                                  |
|  | Seglervögel (Apodiformes)        |
|  |                                  |

|  | Fettschwalme (Steatornithiformes) |
|  |                                   |
|  | Tagschläfer (Nyctibiiformes)      |
|  |                                   |

|  | Eulenschwalme (Podargiformes)                                                                  |
|  |                                                                                                |
|  | \| \| Höhlenschwalme (Aegotheliformes) \| \| \| \| \| \| Seglervögel (Apodiformes) \| \| \| \| |
|  |                                                                                                |
|  | Höhlenschwalme (Aegotheliformes)                                                               |
|  |                                                                                                |
|  | Seglervögel (Apodiformes)                                                                      |
|  |                                                                                                |

|  | Höhlenschwalme (Aegotheliformes) |
|  |                                  |
|  | Seglervögel (Apodiformes)        |
|  |                                  |

|  | Fettschwalme (Steatornithiformes) |
|  |                                   |
|  | Tagschläfer (Nyctibiiformes)      |
|  |                                   |

|  | Eulenschwalme (Podargiformes)                                                                  |
|  |                                                                                                |
|  | \| \| Höhlenschwalme (Aegotheliformes) \| \| \| \| \| \| Seglervögel (Apodiformes) \| \| \| \| |
|  |                                                                                                |
|  | Höhlenschwalme (Aegotheliformes)                                                               |
|  |                                                                                                |
|  | Seglervögel (Apodiformes)                                                                      |
|  |                                                                                                |

|  | Höhlenschwalme (Aegotheliformes) |
|  |                                  |
|  | Seglervögel (Apodiformes)        |
|  |                                  |

## Arten
- Archboldbergschwalm (Aegotheles archboldi)
- Baumschwalm (Aegotheles cristatus)
- Bennett-Schwalm (Aegotheles bennettii)
- Bergschwalm (Aegotheles albertisi)
- Fleckenschwalm (Aegotheles wallacii)
- Käuzchenschwalm (Aegotheles insignis)
- Molukkenschwalm (Aegotheles crinifrons)
- Schwarzrückenschwalm (Aegotheles savesi)
- Tiefland-Käuzchenschwalm (Aegotheles tatei)